# Орийак (регбийный клуб)
«Стад Орийакуа Канталь Овернь» (фр. Stade aurillacois Cantal Auvergne) — французский регбийный клуб из Орийака, выступающий во второй по силе лиге страны, Про Д2. Команда основана в 1904 году, традиционные цвета — красный и синий. Регбисты проводят домашние матчи на арене «Стад Жан-Альрик», вмещающей 10 тысяч зрителей. В 1986 году «Орийак» вышел в финал кубка Франции.

## Достижения
- Федераль 1 (Трофе Жан-Пра)
  - Победитель: 2007
- Шалёнж де л’Амитье
  - Победитель: 1977
- Куп де л’Эсперанс
  - Финалист: 1977
- Кубок Франции
  - Финалист: 1986

## Состав
Сезон 2013/14.

## Известные игроки
- Уэйд Гринтелл
- Джон О’Коннор
- Ираклий Абусеридзе
- Рожер Риполь[исп.]
- Форрест Гейнер[англ.]
- Кристиан Ожован[фр.]
- Иван Бесков
- Андрей Остриков
- Мурат Уанбаев
- Ромео Гонтиняк
- Флорин Кородяну
- Виктор Боффелли[фр.]
- Себастьен Вьяр
- Томас Доминго[англ.]
- / Даниэль Кётце[англ.]
- Оливье Мань[англ.]
- Людовик Мерсье[англ.]
- Роман Шустер
- Дани де Беер[фр.]
- Филлип Килроу
- / Кит Эндрюс[англ.]
- / Марк Эндрюс

## Тренеры
- 1982—1991: Виктор Боффелли (4 сезона вместе с Мишелем Пёшлестрадом)
- 1991—1992: Ролан Детрюэль и Клод Доссе
- 1993—1995: Мишель Пёшлестрад и Клод Массебёф
- 1995—1997: Мишель Пёшлестрад, Ив Дюлу и Патрик Рокаше
- 1997—2001: Мишель Пёшлестрад, Ив Дюлу, Патрик Рокаше и Ален Бельгираль
- 2001—2003: Виктор Боффелли и Патрик Рокаше
- 2003—2006: Мишель Пёшлестрад, Виктор Боффелли и Тьерри Пёшлестрад
- 2006—2009: Лионель Вьялляр и Тьерри Пёшлестрад
- 2009—2011: Пьер-Анри Бронкан и Тьерри Пёшлестрад
- 2011—н. в.: Джереми Дэвидсон и Тьерри Пёшлестрад